# Hyperlapse
Hyperlapse är en fotografisk teknik där en serie stillbilder tas med en kamera som förflyttas mellan varje exponering. Resultatet blir ett slags enkel animering där kamerans rörelser ger en suggestiv effekt. Tekniken är besläktad med intervallfotografering ("timelapse") men med större förflyttningar av kameran.
Ett typiskt exempel innebär att kameran hålls riktad mot ett givet motiv som kameran sedan rör sig mot. Termen "hyperlapse" myntades av den amerikanske filmmakaren Dan Eckert och har vunnit popularitet genom videoartister, till exempel i videon "Berlin Hyper-Lapse" (2012) av Shahab Gabriel Behzumi.

## Teknik
Den filmiska metoden intervallfotografering, en accelererad vy av realtid, kompletteras med en extra rumslig komponent. Kameran är oftast riktad mot en exakt definierad statisk punkt, medan den rör sig över långa avstånd. Rörelsen kan fullbordas genom gång, detta för att kunna ta sig långa sträckor utan att använda långa skenor eller dolly. De enskilda bilderna justeras i postproduktion och slås ihop för att skapa en rörlig bild.

## Historia
Termen "hyperlapse" myntades av den amerikanska filmmakaren Dan Eckert. Termen populariserades och etablerades av videokonstnären Shahab Gabriel Behzumi och hans video "Berlin Hyper-Lapse" (2012).
Dessa konstnärer var inspirerade av Godfrey Reggio, en amerikansk regissör av experimentella dokumentärfilmer, som den kända Qatsitrilogin. Hans scener, som använder intervallfotografering, utnyttjar ett liknande patos och tar tittaren till en mindre mänsklig, allvetande position, tack vare den ändrade tid- och rumsdimensionen.